# Alydus calcaratus
Espèce
Alydus calcaratus est une espèce d'insectes hémiptères hétéroptères (punaises) de la famille des Alydidae, sous-famille des Alydinae et du genre Alydus. C'est l'espèce type pour le genre.

## Morphologie
L'imago
Environ 1 cm de longueur. Forme élancée de couleur très foncée. Le 4e article des antennes bien plus long que les 3 autres. Le tibia postérieur est droit, au moins aussi long que les fémurs.
En vol on aperçoit la face supérieure de l'abdomen brillant et orangé.
La larve
Elle ressemble à une fourmi (myrmécomorphisme).

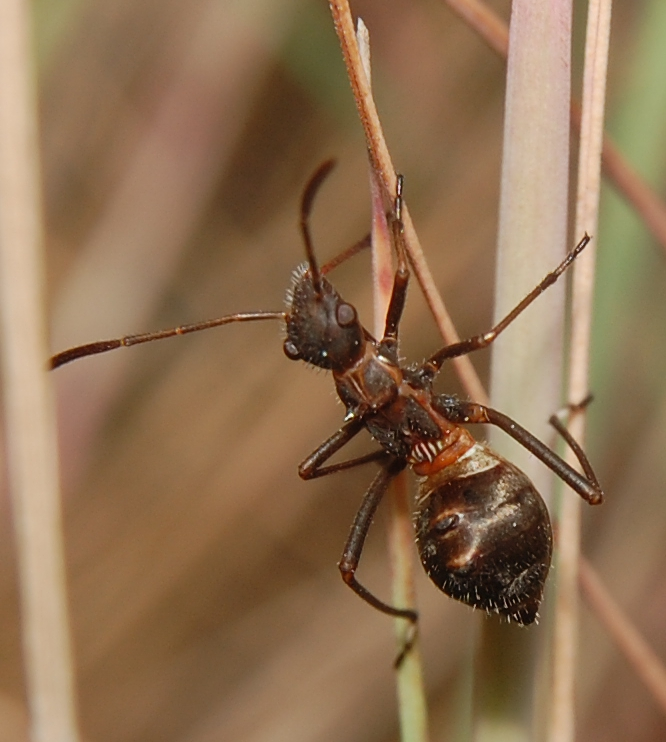
La larve
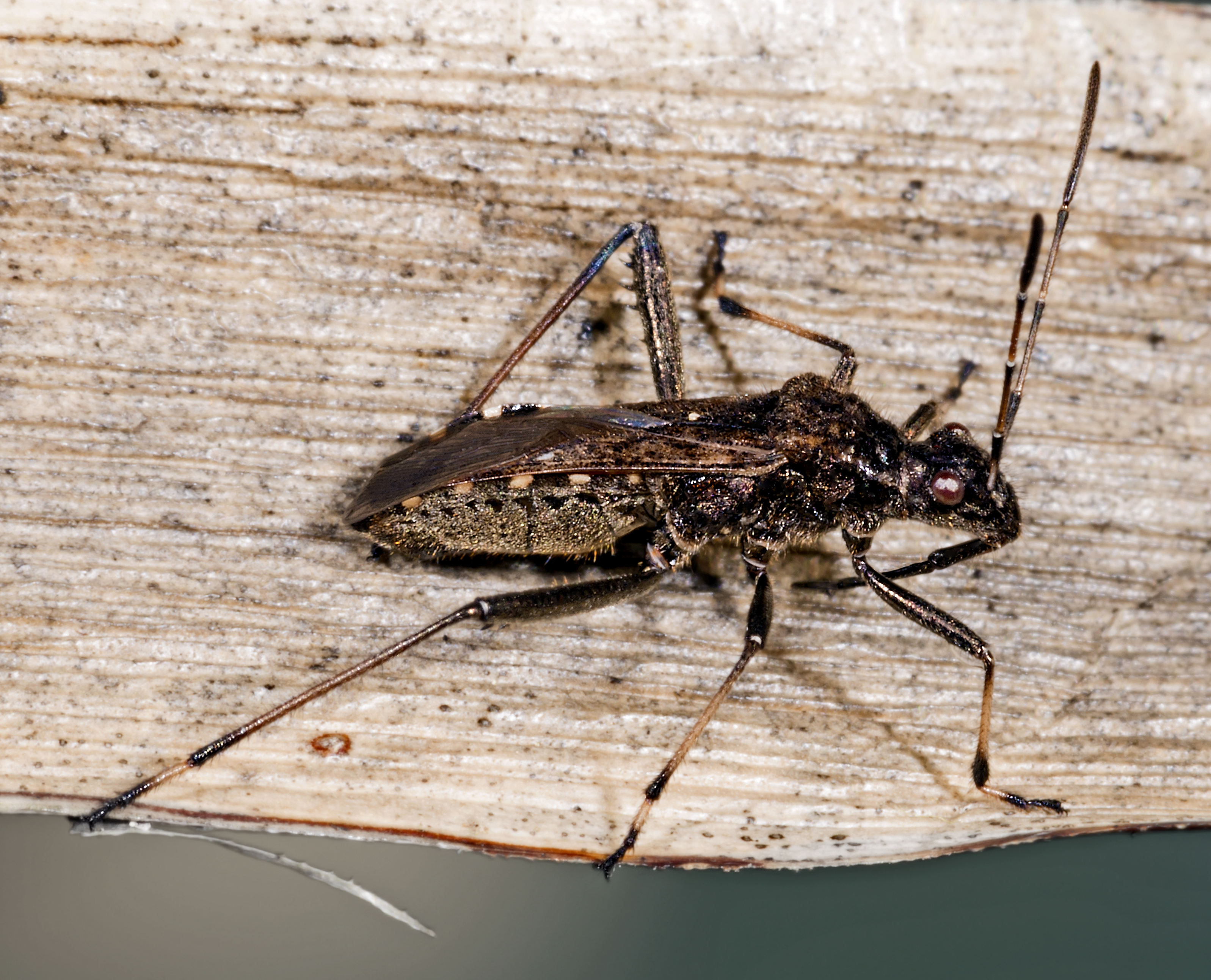
Profil de l'imago
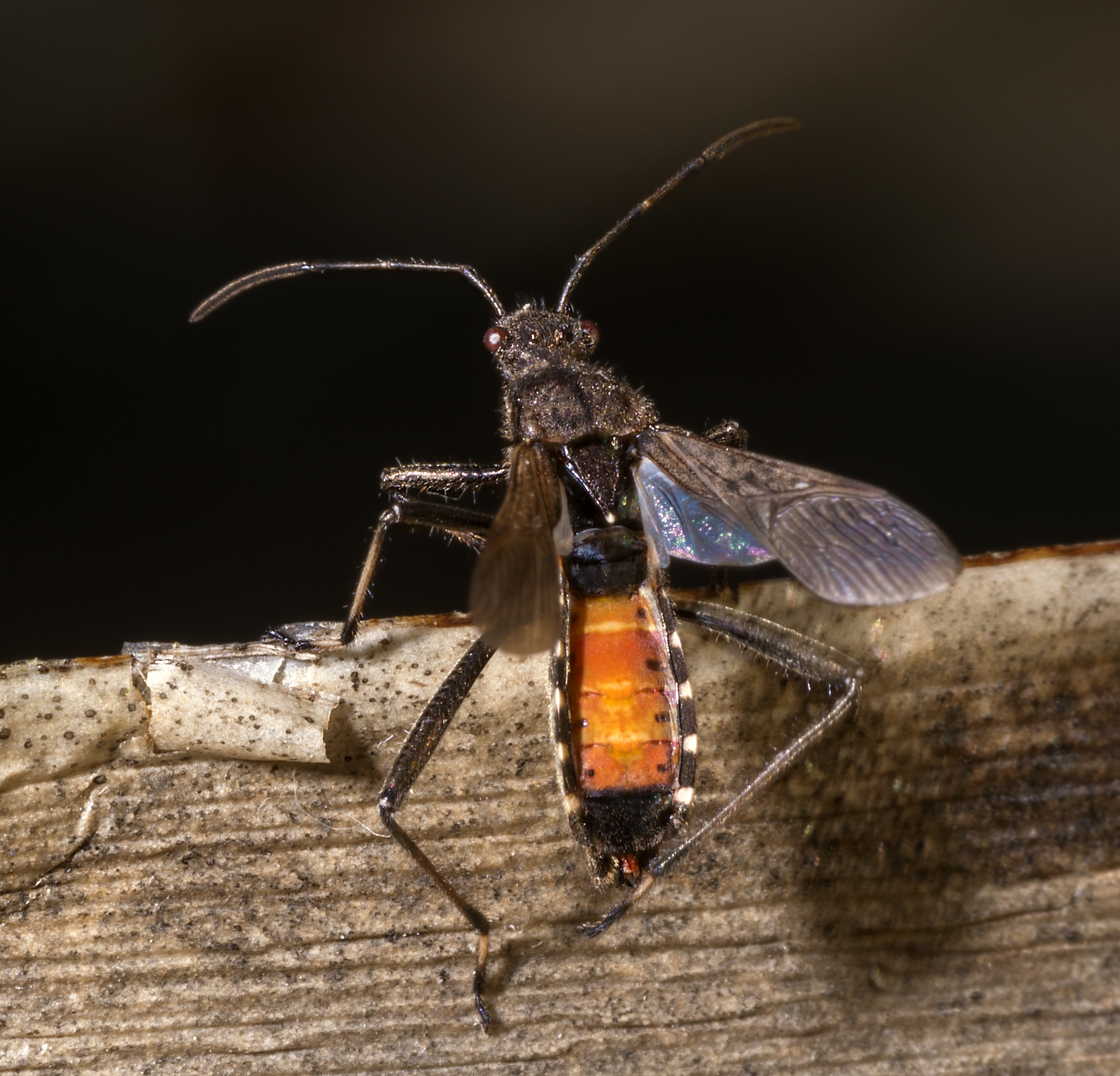
Envol

Cette espèce ressemble à Camptopus lateralis ; elle en diffère par la rectitude des tibias ; chez Camptopus lateralis le tibia est incurvé.

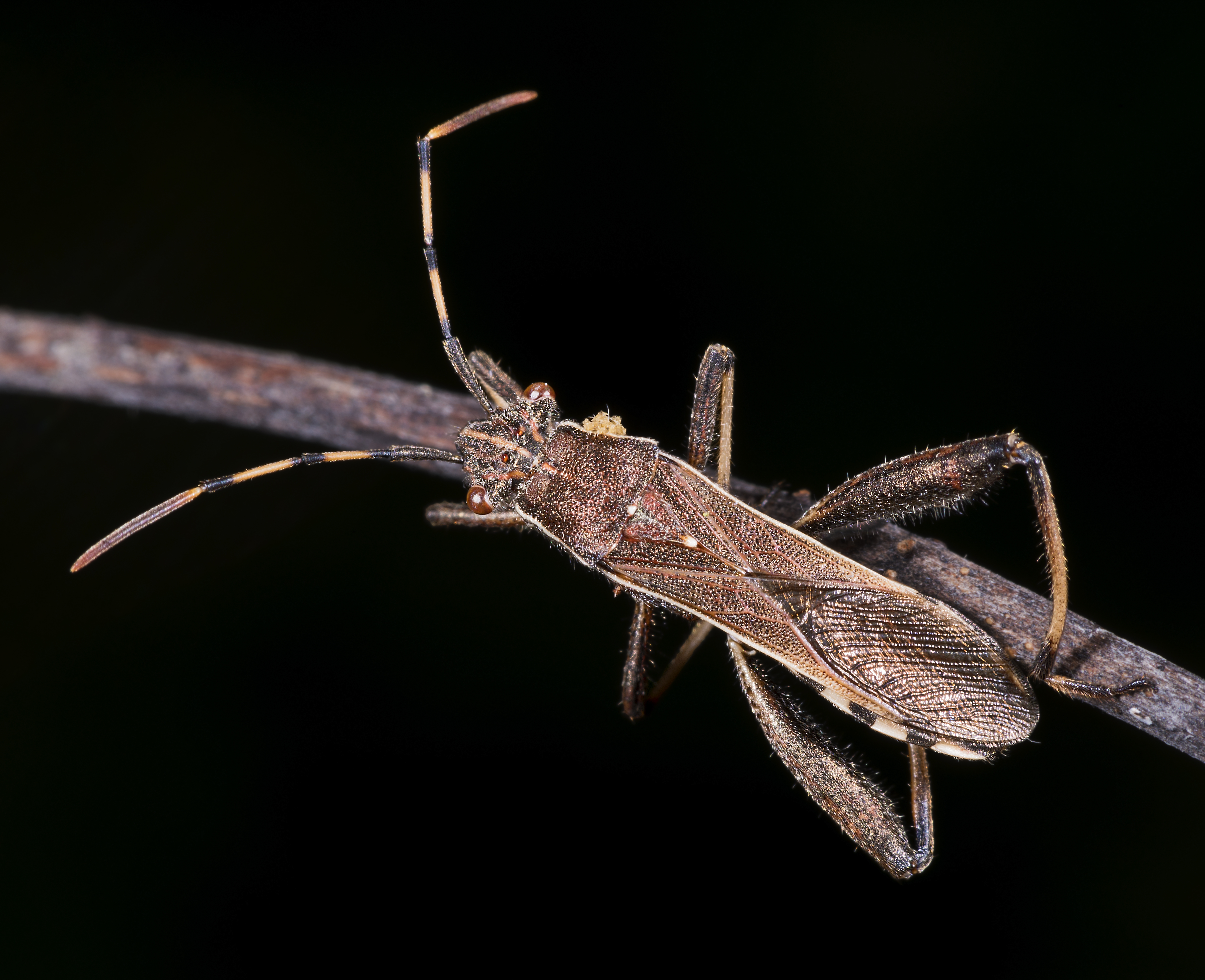
Camptopus lateralis

## Biologie
Son vol est très rapide par temps ensoleillé.
Elle se nourrit du suc des plantes et sur des animaux morts (insectes, parfois aussi petits vertébrés).

## Habitat
Fréquente les pelouses sèches.

## Systématique
L'espèce Alydus calcaratus a été décrite par le naturaliste suédois Carl von Linné en 1758, sous le nom initial de Cimex calcaratus.

### Synonymie
- Cimex calcaratus Linnaeus, 1758
- Coriscus calcaratus (Linnaeus, 1758)

### Taxinomie
Liste des sous-espèces
- Alydus calcaratus calcaratus (Linnaeus, 1758)
- Alydus calcaratus hirsutus Kolenati, 1845